# Patrick Allen (político)
Patrick Linton Allen (Portland, 7 de febrero de 1951) es un profesor y pastor adventista jamaicano que ocupa el cargo de Gobernador General de Jamaica desde el 26 de febrero de 2009. Sustituyó en el cargo a Kenneth Hall.
En 1989 fue ordenado pastor de la Iglesia Adventista del Séptimo Día. En esa organización fue elegido Presidente de la Indias Occidentales con responsabilidad en las iglesias de Jamaica, Islas Caimán y Bahamas. En el campo educativo fue miembro del equipo de gobierno de la universidad adventista Northern Caribbean University. Sus inclinaciones religiosas provocaron protestas en su nombramiento como Gobernador aunque él declaró que no buscaría imponer sus creencias a la nación, diciendo "Yo seré el gobernador general de todos". El 26 de marzo de 2009 la reina Isabel II le concedió el rango de caballero.